# Bún riêu
Le bún riêu est une soupe de vermicelles de riz vietnamienne, servie avec de la viande. Il existe plusieurs variétés de bún riêu, notamment au crabe (bún riêu cua), au poisson (bún riêu cá) et aux escargots (bún riêu ốc),.

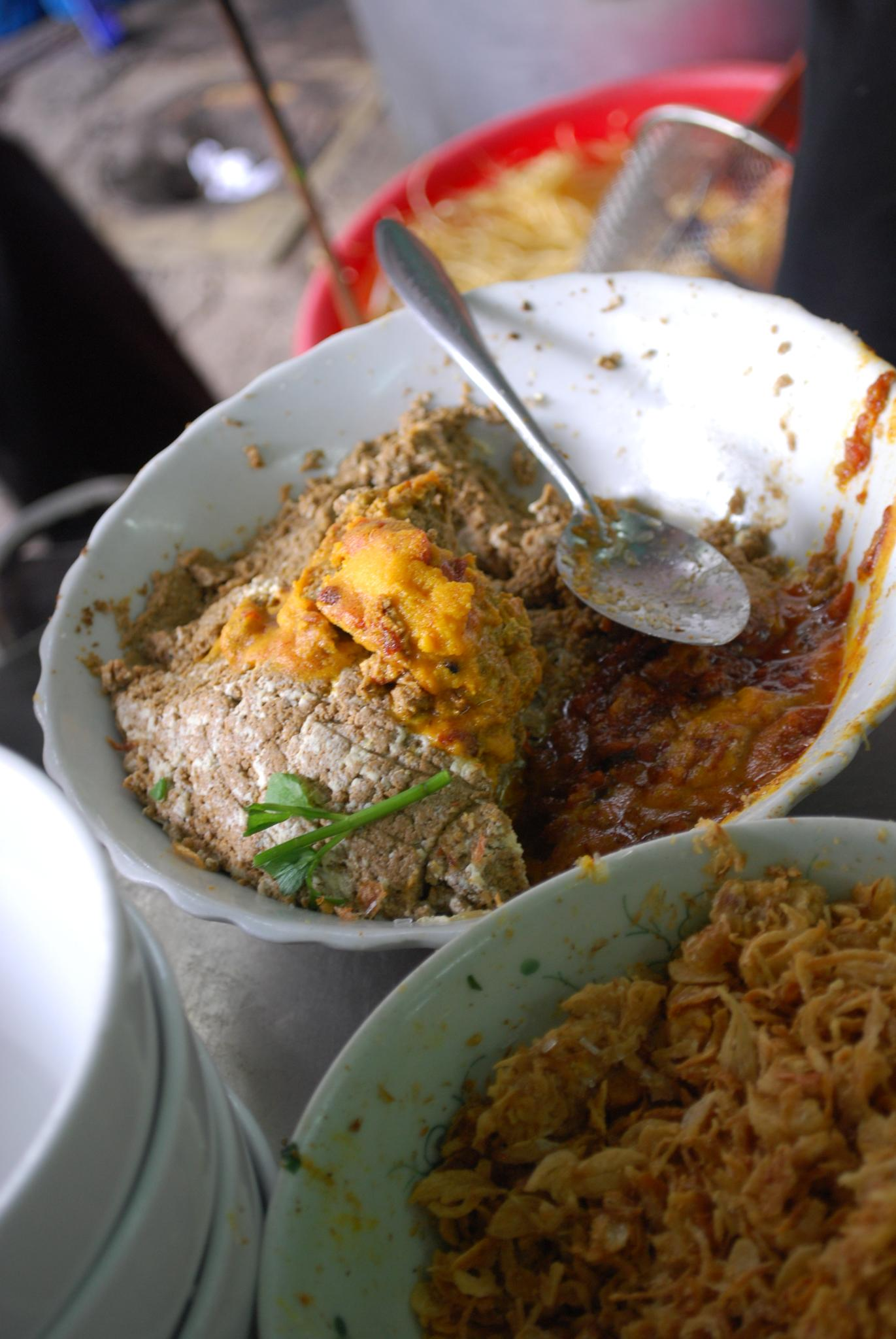
Gâteau d'œufs de crabe et échalotes frites.

Le bún riêu cua est un bouillon de tomate, accompagné de crabe ou de pâte de crevettes. Dans ce plat, divers crabes d'eau douce sont utilisés, en particulier le crabe brun de rizière, que l'on trouve dans les rizières au Viêt Nam. Les crabes sont plongés dans l'eau pour les débarrasser de la boue et du sable. Ils sont ensuite broyés avec leur carapace en une fine pâte. Cette pâte est filtrée et le jus résultant sert de base pour le bouillon avec les tomates. On se sert du résidu solide de crabe pour confectionner des gâteaux de crabe.
Les autres ingrédients de ce plat comprennent de la pâte de tamarin, du tofu frit, du vinaigre de riz (mẻ, giấm bổng), du dọc (vi), des graines de roucou (hạt điều màu) pour donner une couleur rouge au bouillon, du sang de porc coagulé (huyết), des tiges coupées de liseron d'eau, de la fleur de bananier émincée, du kinh giới, de la menthe verte, de la perilla, des pousses de soja, et du chả chay (une saucisse végétarienne). Ce plat est riche d'un point de vue nutritionnel : il contient le calcium des carapaces de crabe broyées, le fer du sang de porc et les vitamines et fibres des légumes.[réf. nécessaire]

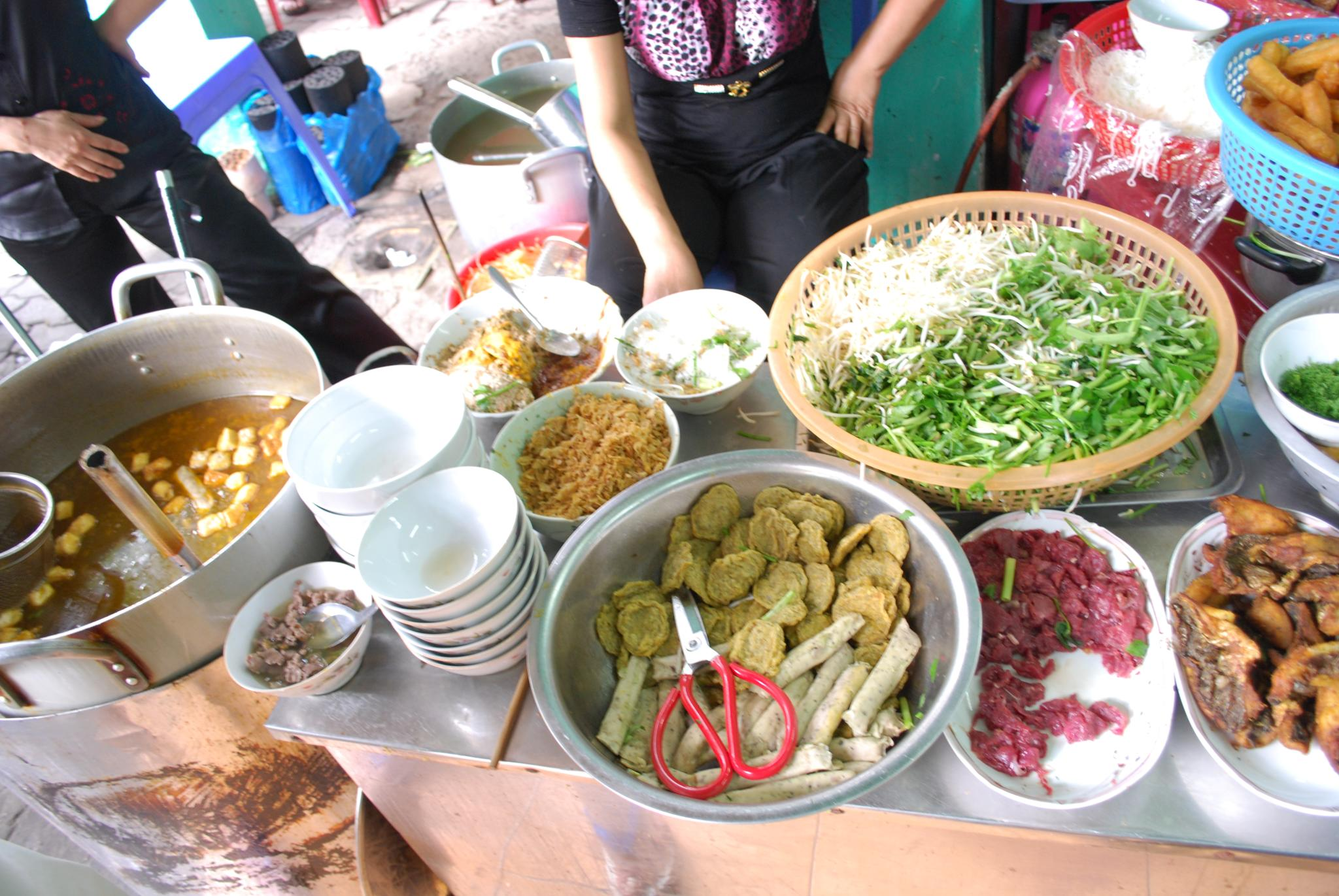
Ingrédients du bún riêu cua.